# Snitch’d
Snitch’d es una película estadounidense de acción, aventura y suspenso de 2003, dirigida por James Cahill, que a su vez la escribió junto a Donn Keresey, musicalizada por Wisemen, en la fotografía estuvo Royce Allen Dudley y los protagonistas son James Cahill, Eva Longoria y Oleg Zatsepin, entre otros. El filme fue realizado por AP Entertainment y se estrenó el 10 de enero de 2003.

## Sinopsis
Dos pandillas están en guerra por las drogas en un colegio secundario en Santa Ana, el detective McClure se infiltra para averiguar sobre el salvaje homicidio de una alumna latina.